# Aditi Rao Hydari
Aditi Rao Hydari (née le 28 octobre 1986) est une actrice et chanteuse indienne qui travaille essentiellement en hindi et tamoul. Son premier film est Prajapathi (en) (2006).
Hydari est devenu célèbre pour sa performance dans le thriller de Sudhir Mishra (en), Yeh Saali Zindagi (en) (2011), un rôle qui lui a valu le Screen Award for Best Supporting Actress (en).
Elle se marie avec Siddarth le 16 septembre 2024.

## Filmographie
2018: Padmavati de Sanjay Leela Bhansali: Mehrunissa

## Récompenses
- 2012 : Screen Awards Meilleure actrice dans un second rôle
- 2019 : International Indian Film Academy Awards Meilleure actrice dans un second rôle.